# دوشان‌لی
تاوشانلو (به ترکی استانبولی: Tavşanlı) شهری است در کشور ترکیه که در استان کوتاهیه واقع شده‌است. جمعیت این شهر بر اساس سرشماری سال ۲۰۰۸ میلادی ۶۲٬۰۴۰ نفر و بر اساس برآوردهای سال ۲۰۰۹ میلادی ۶۲٬۲۳۹ نفر می‌باشد.